# その恋、自販機で買えますか?
『その恋、自販機で買えますか？』（そのこい じはんきでかえますか）は、吉井ハルアキによる日本のボーイズラブ漫画。電子雑誌『Charles Mag -エロきゅん-』（メディアソフト）にてVol.6からVol.23まで連載された。
2017年（平成29年）8月12日に著者が自身のツイッター上に「自販機補充員×会社員」を投稿したが、これが大きな反響を呼び、『Charles Mag -エロきゅん-』にて連載されることになった。

## あらすじ
ゲイの小岩井歩は自身が勤めている会社の自販機に飲み物を補充しているお兄さん、山下諒真のことが気になっており、ある日勇気を出して声を掛けてみた。その日を境に山下からじわじわと距離を詰められたことに戸惑ってしまった小岩井は、敢えて自分がゲイであること、山下の言葉に勘違いしてしまいそうになることを伝えた。しかし山下から勘違いしてもいい、むしろ付き合いたいと思って声を掛けているとまで言われてしまった小岩井は、待ってほしいと頼んだが、その顔は赤面していた。そこから、距離の詰め方に思い悩む二人の初恋のようなやり取りが始まった。

## 登場人物
小岩井 歩（こいわい あゆむ）〈32〉
5月5日生まれ。
会社員。ゲイ。
山下 諒真（やました りょうま）〈28〉
4月28日生まれ。
自販機補充員。バイ。
大石（おおいし）〈32〉
小岩井の同期。既婚。
西新（にしあらい）
新人の自販機補充員。

## 書誌情報
- 吉井ハルアキ『その恋、自販機で買えますか?』 メディアソフト〈Charles Comics-シャルルコミックス-〉、既刊3巻（2023年8月30日現在）
  1. 2019年2月25日発売[* 3]、ISBN 978-4-8155-0049-8
  2. 2021年1月4日発売[* 4]、ISBN 978-4-8155-0155-6
  3. 2023年8月30日発売[* 5]、ISBN 978-4-8155-0249-2

## 映画
2023年（令和5年）3月27日、谷健二監督のもと実写映画化されること、松田凌・田鶴翔吾らが出演し、同年秋公開予定であること発表された。7月15日、東京池袋アニメイトシアターにて完成披露上映イベントが開催され、このイベントでヒグチアイが主題歌を務めること、10月1日に上映が開始されることが発表された。

### キャスト
- 小岩井歩 - 松田凌[* 6]
- 山下諒真 - 田鶴翔吾[* 6]
- 大石 - 柳ゆり菜[* 8]

### スタッフ
- 監督 - 谷健二[* 6]
- 脚本 - 多和田久美[* 6]
- 撮影 - 伊藤弘典[* 6]

### 主題歌
自販機の恋
ヒグチアイによる主題歌。

### 書籍出典
1. 1 2  1巻, カバー下.
2. ↑  1巻, p. 63, 3話.

### サイト出典
1. ↑  “Charles Mag vol.6 エロきゅん”. Charles Comics -シャルルコミックス-. 2022年3月14日閲覧。
2. ↑  吉井ハルアキ [@yoshii_haruaki] (2017年8月12日). "自販機補充員×会社員". X（旧Twitter）より2022年3月12日閲覧。
3. ↑  “2019年2月25日：本日発売のコミック新刊”. ほんのひきだし (日本出版販売). (2019年2月25日) 2022年3月12日閲覧。
4. ↑  “2021年1月4日：本日発売のコミック新刊”. ほんのひきだし (日本出版販売). (2021年1月4日) 2022年3月12日閲覧。
5. ↑  “2023年8月30日：本日発売のコミック新刊”. ほんのひきだし (日本出版販売). (2023年8月30日) 2023年8月31日閲覧。
6. 1 2 3 4 5 6  “吉井ハルアキのBL「その恋、自販機で買えますか?」映画化、松田凌&田鶴翔吾が出演”. コミックナタリー (ナターシャ). (2023年3月27日).  オリジナルの2023年3月27日時点におけるアーカイブ。 2023年3月27日閲覧。
7. ↑  “松田凌・田鶴翔吾ら出演 「その恋、自販機で買えますか?」が映画化”. 2.5ジゲン!! (2.5ジゲン!!). (2023年3月27日).  オリジナルの2023年3月27日時点におけるアーカイブ。 2023年3月27日閲覧。
8. 1 2  “映画『その恋、自販機で買えますか？』完成披露上映イベントレポート”. モデルプレス. (2023年7月18日).  オリジナルの2023年7月20日時点におけるアーカイブ。 2023年7月20日閲覧。
9. ↑  “松田凌と田鶴翔吾語るボーイズラブ 映画「その恋、自販機で買えますか？」Ｗ主演インタビュー”. 日刊スポーツ. (2023年7月16日).  オリジナルの2023年7月20日時点におけるアーカイブ。 {{cite news}}: 不明な引数|accesssate=は無視されます。（もしかして：|access-date=） (説明)⚠
10. ↑  “ヒグチアイ、大人気BLコミック原作の映画『その恋、自販機で買えますか？』主題歌に新曲「自販機の恋」を書き下ろし！”. pony canyon NEWS (pony canyon). (2023年7月15日).  オリジナルの2023年7月20日時点におけるアーカイブ。 2023年7月20日閲覧。

## 関連作品
- 君と出会ってから僕は - 同作者による別作品